# Manschelija
Manschelija (ukrainisch Манжелія; russisch Манжелия Manschelija) ist ein Dorf in der ukrainischen Oblast Poltawa mit etwa 900 Einwohnern (2009).

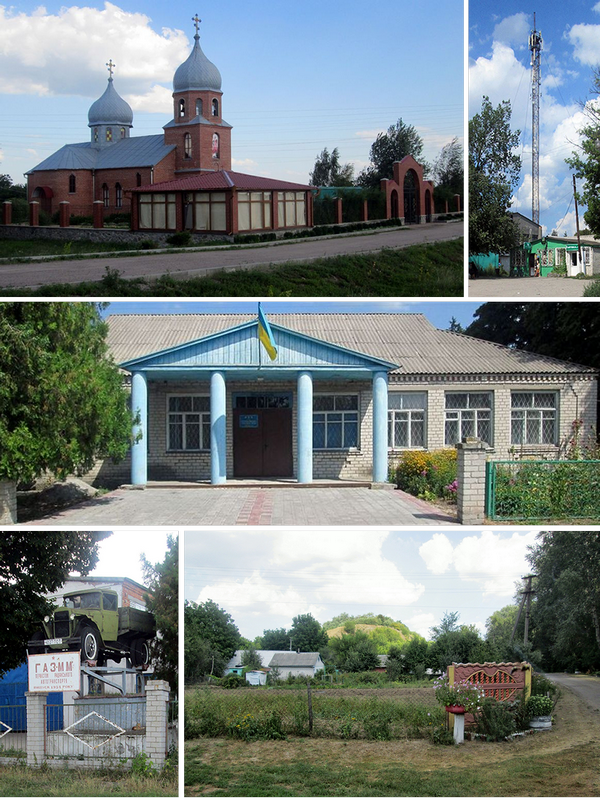
Ortsansichten von Manschelija

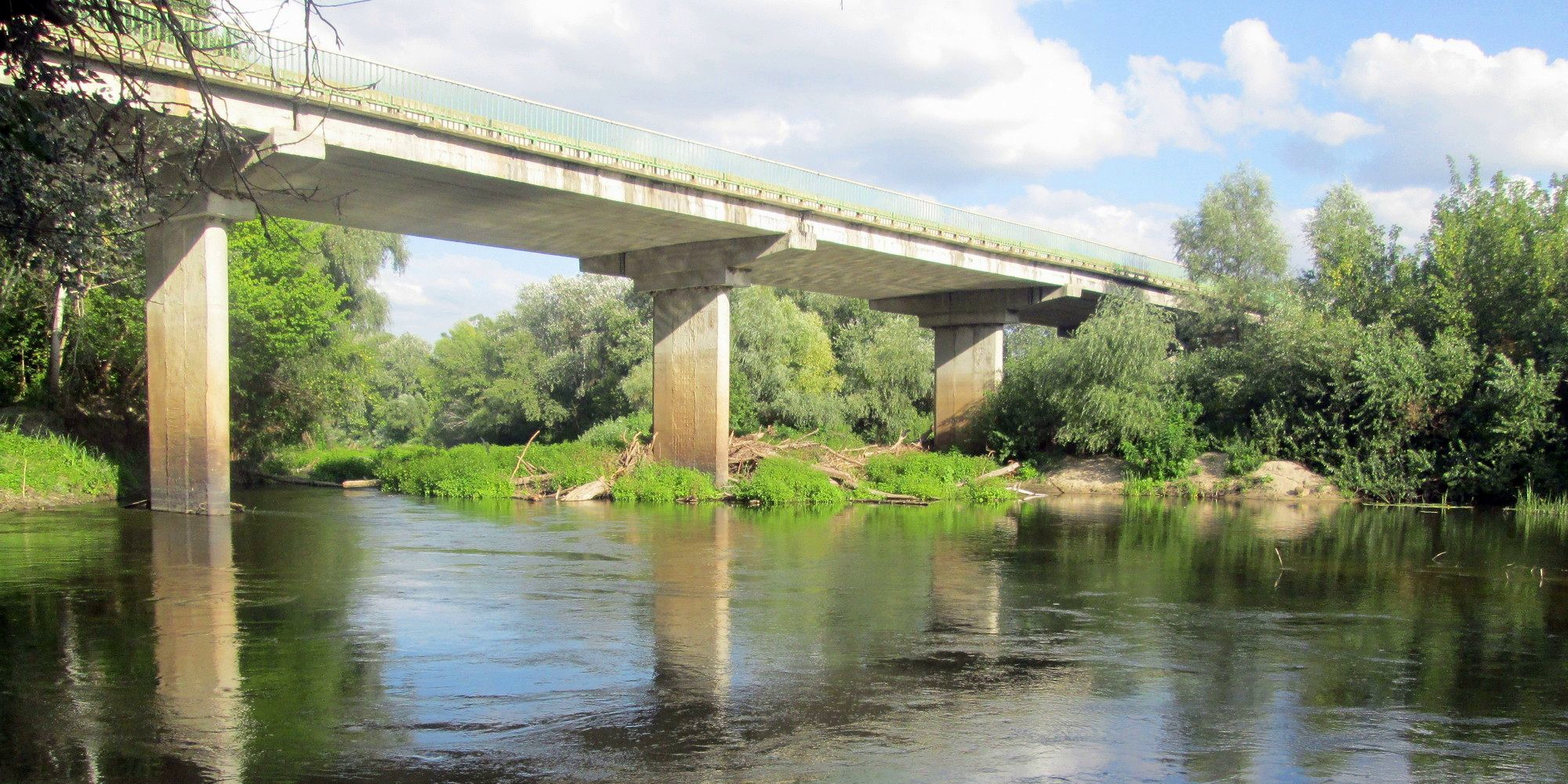
Brücke über den Psel

Das Ende des 16./ Anfang des 17. Jahrhunderts gegründete Dorf liegt auf einer Höhe von 98 m am rechten Ufer des Psel, einem linken Nebenfluss des Dnepr, 33 km östlich von Hlobyne und etwa 85 km südwestlich vom Oblastzentrum Poltawa. Durch das Dorf verläuft die Territorialstraße T–17–21.
Am 12. Juni 2020 wurde das Dorf ein Teil der Stadtgemeinde Hlobyne, bis dahin bildete es zusammen mit den Dörfern Lamane (Ламане) und Witky (Вітки) die gleichnamige Landratsgemeinde Manschelija (Манжеліївська сільська рада/Manschelijiwska silska rada) im Osten des Rajons Hlobyne.
Am 17. Juli 2020 kam es im Zuge einer großen Rajonsreform zum Anschluss des Rajonsgebietes an den Rajon Krementschuk.